# Billy Ray Waldon
Billy Ray Waldon (3 de gener de 1952, Tahlequah, Oklahoma) és un activista cherokee, esperantista i especialista en llengües planificades estatunidenc. També se'l coneix com Billy Joe Waldon; pel seu nom indígena: Nvwtohiyada Idehesdi Sequoyah, o per la traducció d'aquest últim a l'esperanto: Noiĉjo Sekvojo. El 1991 va ser condemnat a mort per una sèrie de delictes violents que van tenir lloc en els estats de l'Oklahoma i Califòrnia. La seva condemna, però, 32 anys després, va ser anul·lada pel tribunal de cassació de Califòrnia el 23 de gener de 2023.
La sentència del tribunal californià va conduir a la completa anul·lació dels resultats del procés i, en conseqüència, la sentència de mort dictada contra Sekvojo també va ser anul·lada. El tribunal va emetre una decisió unànime que va destacar la presència de seriosos problemes durant el procés judicial i, per tant, va procedir a anul·lar totes les actuacions del mateix, inclòs el veredicte de condemna a mort. Sekvojo ha passat així més de mitja vida a la Presó Estatal de San Quentin.
Als anys setanta, Sekvojo va aprendre esperanto. Com a mariner, va fer una gran promoció de l'esperanto durant els seus viatges a països com Austràlia i Japó. Per exemple, ensenyava esperanto als membres de la tripulació dels vaixells on treballava. Es va casar amb una dona japonesa esperantista, amb qui té dos fills i tres néts.

## Poliespo
Durant els anys 80, Sekvojo es va implicar activament en el moviment esperantista i va participar en diverses activitats a Europa i als Estats Units. Va assistir al congrés de la SAT a Gran Bretanya el 1981 i va liderar una caravana de joves estatunidencs al Congrés Universal d'Esperanto a Alemanya Occidental el 1985. Va donar conferències sobre els drets dels indígenes i va defensar l'ús de l'esperanto com a llengua comuna no associada amb les potències colonials. Sekvojo va ser un defensor entusiasta de l'esperanto a Europa, Japó i els Estats Units durant les dècades dels setanta i vuitanta. El 1991 va publicar el seu projecte lingüístic anomenat Poliespo, una mena d'esperanto ampliat amb paraules Cherokee.

## Obra
- Sequoyah, Nywtohiyada Idehesdi: La fundamento de Poliespo (projecte de llengua planificat basada en la llengua cherokee i l'esperanto) de Billy Waldon. - Estats Units d'Amèrica: Waldon, 1991. - 50 p.